# Исследование Африки. К истокам Нила
«Исследование Африки. К истокам Нила» (фр. L'Afrique des explorateurs : Vers les sources du Nil; англ. The Exploration of Africa: From Cairo to the Cape) — иллюстрированная монография, выпущенная в 1991 году и посвящённая европейскому исследованию Африки. Она была написана французским африканистом и историком Анн Гугон и опубликована в карманном формате издательством Éditions Gallimard в качестве 117-го тома в их коллекции Découvertes (известной как Abrams Discoveries в США, New Horizons в Великобритании и «Открытие» в России). Книга легла в основу документального фильма «Тайна источников Нила» (фр. Le Mystère des sources du Nil), выпущенного в 2003 году.
В 1994 году в той же серии (в качестве 216-го тура) вышла другая книга Гугон «По дороге в Тимбукту. Исследователи Африки» (фр. L'Afrique des explorateurs : Vers les sources du Nil), которая вместе с «Исследованием Африки. К истокам Нила» образуют «минисерию», посвящённую исследователям Африки.

## Содержание

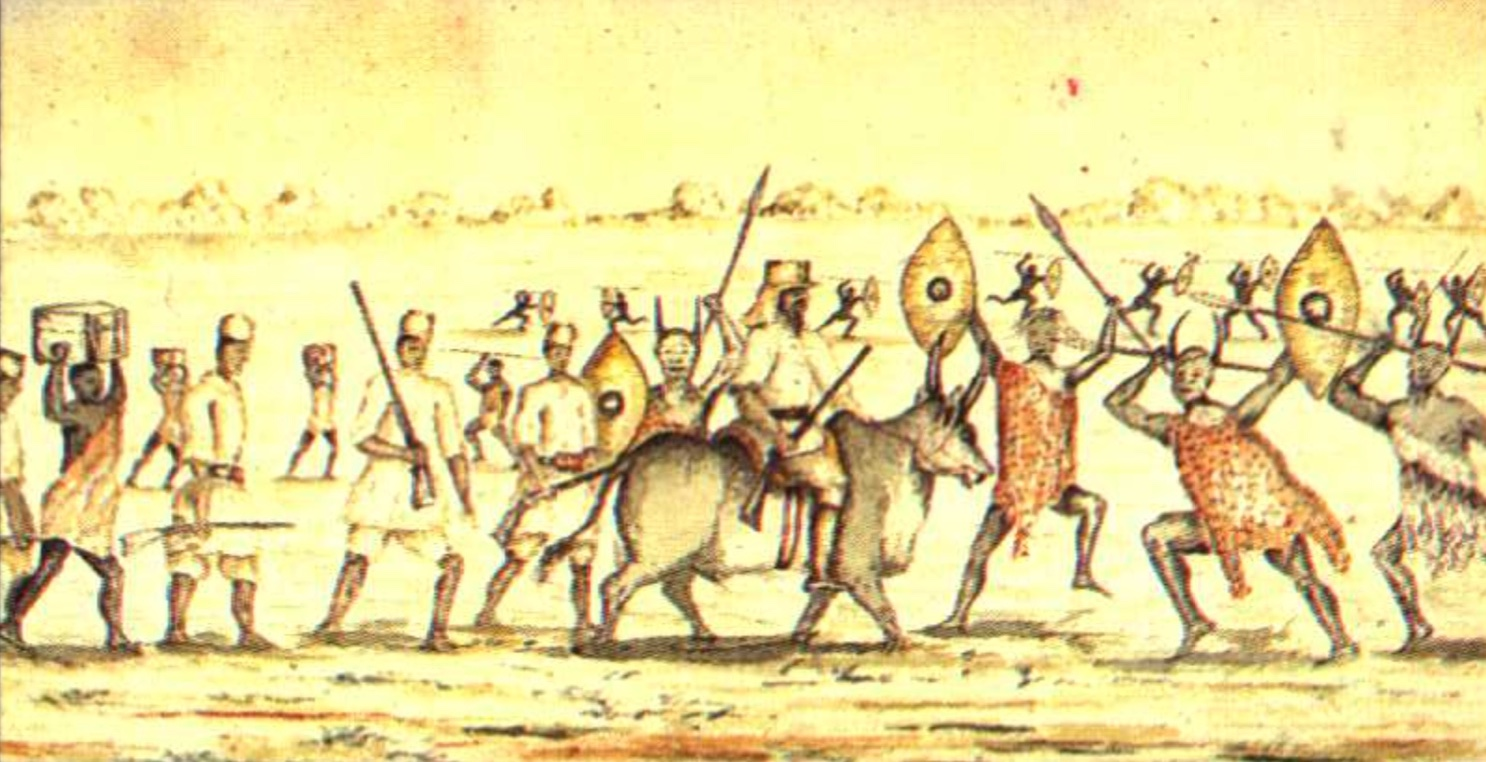
Отъезд из Мрули к озеру, Сэмюэл Бейкер, акварель XIX века, изображённая на задней обложке книги

«Исследование Африки. К истокам Нила» является частью серии «История» (ранее относясь к серии «Изобретение мира») коллекции «Découvertes Gallimard». Книга соответствует традиции Découvertes, основанной на обильной изобразительной документации и объединении визуальных документов и текстов, а также печати на мелованной бумаге. Французский журнал L’Express характеризует книги серии как «подлинные монографии, изданные как книги по искусству» или «графический роман».
Основной текст книги разделён на пять глав:
- Глава I: «Мир для исследования»;
- Глава II: «Тайна истока Нила»;
- Глава III: «Миссия Ливингстона в Южной Африке»;
- Глава IV: «В сердце леса»;
- Глава V: «Профессия исследователя».

В книге упоминаются такие исследователи Африки, как Ричард Бёртон, Джон Хеннинг Спик, Джеймс Грант, Сэмюэл Бейкер, Генри Мортон Стэнли, Давид Ливингстон, а также Пьер Бразза и Жан-Батист Маршан. Основное внимание в тексте уделяется исследованиям Нила и Конго и Ливингстону, а о Западной Африке в нём нет ничего, хотя и упоминается Мэри Кингсли. Однако в следующей книге Гугон «По дороге в Тимбукту. Исследователи Африки» Западная Африка занимает уже центральное место в исследовании.
Автор рассказывает о том, как менее чем за 50 лет в конце XIX века, эти исследователи проникли в сердце Африки, открыли истоки Нила, исследовали бассейны рек Конго и Замбези, а также «Лунные горы». Но они же открыли и богатства чёрного континента европейским колонизаторам.
Раздел «Документы» содержит отрывки из собственных журналов исследователей, которые разделены на пять частей:
- Подготовка экспедиции;
- Исследователи противостоят Африке;
- Пришествие колониализма;
- Меняющийся образ исследователя;
- Покровители.

Книгу завершают карта, хронологическая таблица, библиография, список иллюстраций и указатель. «Исследование Африки. К истокам Нила» переведена на нидерландский, английский, немецкий, итальянский, японский, русский, корейский, испанский, упрощенный и традиционный китайский языки.

## Отзывы
На ресурсе Babelio книга получила среднею оценку в 4,0 из 5 балов на основе 9 отзывов., на Goodreads — 3,55 из 5 в США на основе 11 оценок и 3,6 из 5 в Великобритании на основе 5 рецензий, то есть «в целом положительное мнение».
В своем обзоре книги для журнала Africa (1994), издаваемого Международным африканским институтом, профессор Мюррей Ласт писал, что «несмотря на небольшой формат, книга отличается огромным количеством цветных иллюстраций, взятых из журналов XIX века и других источников, качество цвета замечательное». Он также сетует на то, что в книге не проводится сравнение европейских торговцев с существовавшей ранее в этой части Африки караванной арабской торговлей. В конце своей короткой рецензии Ласт делает вывод, что «в нынешнем виде этот небольшой том представляет собой интригующее, нетрадиционное введение в важный аспект как европейской, так и африканской культурной истории».

## Фильм
В 2003 году Arte France и La Compagnie des Taxi-Brousse при участии Éditions Gallimard сняли по книге одноимённый документальный фильм, режиссёром которого выступил Стефан Бегуэн. Закадровый текст в нём прочитали французские актёры Северин Латуйер, Жак-Анри Фабр, Винсент Грасс, Жозе Луччони и Серж Маркан. Он был представлен на телеканале Arte в рамках телепрограммы L’Aventure humaine («Приключения человека»), впоследствии он был дублирован на немецкий (Das Geheimnis der Nilquellen) и английский языки (In Search of the Nile).
В интервью Arte режиссёр объяснял использование картинок в документальном фильме своим стремлением отобразить живописное богатство, обеспечившее успех небольшим книгам Découvertes Gallimard.